# Магнитогорская государственная консерватория имени М. И. Глинки
Магнитого́рская госуда́рственная консервато́рия (академия) имени М. И. Гли́нки — государственное бюджетное образовательное учреждение высшего образования в Магнитогорске. Названо в честь великого русского композитора Михаила Ивановича Глинки. Краткое название «МаГК имени М. И. Глинки»

## История
Магнитогорская консерватория образована из Магнитогорского музыкального училища им. М. И. Глинки, открытого в строящемся Магнитогорске в 1939 г. С. Г. Эйдиновым. 
По инициативе Александра Николаевича Якупова и его сподвижников Н. Н. Веремеенко и М. М. Берлянчика Магнитогорское музыкальное училище имени М. И. Глинки было преобразовано в Магнитогорский государственный музыкально-педагогический институт им. М. И. Глинки (постановление главы администрации Челябинской области № 335 от 15.09.1993 г.). В 1996 году институт получил статус консерватории, а в 2005 году — академии.

## Руководители
- Поляков, М. И. (директор музыкального училища, 1939—1941)
- Эйдинов, Семён Григорьевич (директор музыкального училища, 1942—1982)
- Якупов, Александр Николаевич (директор музыкального училища, директор музыкального колледжа, ректор музыкально-педагогического института, ректор консерватории 1983—2000)
- Веремеенко, Наталья Николаевна (ректор консерватории, c 2000).
- Сокольвяк, Наталья Леонидовна (ректор консерватории[4], с 2018).

## Структура
Магнитогорская государственная консерватория им. М. И. Глинки — это вуз комплексного обучения, объединивший три ступени профессионального музыкального образования — начальную, среднюю и высшую, а также аспирантуру и ассистентуру-стажировку. В состав консерватории входит также хореографическое училище.

## Учебный процесс
Факультеты
- музыковедческо-исполнительский;
- факультет театрального, хореографического и музыкального образования.

Отделения
- отделение иностранных студентов;
- отделение заочного обучения.

Кафедры
- специального фортепиано;
- концертмейстерского мастерства и камерного ансамбля;
- оркестровых струнных инструментов;
- оркестровых духовых и ударных инструментов;
- оркестровых народных инструментов;
- хорового дирижирования;
- академического пения;
- теории и истории музыки;
- фортепиано;
- музыкального искусства эстрады;
- истории, теории исполнительского искусства и музыкальной педагогики;
- актёрского мастерства;
- хореографического искусства;
- музыкального образования;
- философских, гуманитарных и социально-экономических дисциплин.

Диссертационный совет
С 1998 года при МаГК им. М. И. Глинки действует Объединённый диссертационный совет № ДМ 999.146.03.

## Творческие коллективы
- симфонический оркестр п/у Эдуарда Нама;
- женский хор п/у Светланы Федотовой;
- смешанный академический хор п/у Евгении Кравченко;
- оркестр народных инструментов п/у Сергея Брыка;
- оркестр русских народных инструментов Калинушка п/у Петра Цокало;
- джаз-оркестр п/у Семена Мазурока;
- Духовой оркестр (худ. рук. — Д. Иванов);
- труппа современного балета (рук. — доцент Е. Петренко);
- творческий коллектив кафедры актёрского искусства (рук. — засл. деятель искусств РФ, лауреат Гос. премии РФ Г. М. Козлов).

### Детские творческие коллективы
- духовой оркестр музыкального лицея МаГК (рук. — В. И. Семенов);
- духовой оркестр музыкального лицея МаГК «Юность Магнитки» (рук. — В. С. Панкеева);
- струнный оркестр лицея МаГК (рук. — засл. артист РФ В. С. Васькевич);
- оркестр народных инструментов лицея МаГК — лауреат областных конкурсов (рук. — Клименков С. А.);
- хор мальчиков «Соловушки Магнитки» — лауреат многих международных и всероссийских конкурсов (рук. — Кожевникова В. В.);
- Детский музыкальный театр лицея МаГК «Пикколо» — лауреат международного и всероссийских конкурсов (рук. — Н. С. Силагина).

## Конкурсы и фестивали
На базе Магнитогорской консерватории действуют следующие конкурсы и фестивали:
- Международный конкурс камерно-ансамблевого исполнительства им. Т. А. Гайдамович (раз в три года в декабре).
- Международный фестиваль-конкурс оркестров и ансамблей народных инструментов «Европа — Азия» (раз в два года в апреле).
- Всероссийский конкурс хоровых дирижёров им. С. Г. Эйдинова (раз в пять лет в апреле).
- Всероссийский конкурс исполнителей на духовых и ударных инструментах «Уральские фанфары» (раз в три года в марте).
- Областной конкурс открытых уроков «Панорама педагогических достижений» студентов учреждений культуры и искусства и молодых преподавателей ДМШ и ДШИ (ежегодно в октябре).

## Награды
- Благодарность Министра культуры Российской Федерации (3 октября 2003 года) — за большой вклад в развитие музыкального образования и в связи с 10-летием со дня основания[8]